# Campionat d'Europa d'escacs juvenil
El Campionat d'Europa d'escacs juvenil fou un torneig d'escacs celebrat anualment per determinar el millor jugador continental d'edat inferior als 20 anys La competició fou organitzada per la FIDE entre 1971-72 i 2002. Anteriorment, es jugava el torneig Niemeyer, amb seu a Groningen, entre 1962-63 i 1970/71, el qual era considerat, tot i que no oficialment, un campionat europeu sub-20.
També es va celebrar el torneig en categoria femenina, a partir de 1977-78.

## Quadre d'honor
| Any                       | Lloc         | Guanyador masc.                                          | Lloc            | Guanyador fem.         |
| Torneig Niemeyer          |              |                                                          |                 |                        |
| ------------------------- | ------------ | -------------------------------------------------------- | --------------- | ---------------------- |
| 1962/1963                 | Groningen    | Coenraad Zuidema                                         |                 |                        |
| 1963/1964                 | Groningen    | Robert Gijsbertus Hartoch Jørn Sloth                     |                 |                        |
| 1964/1965                 | Groningen    | Hans Ree Robert Hübner                                   |                 |                        |
| 1965/1966                 | Groningen    | Andrew John Whiteley Hans Ree                            |                 |                        |
| 1966/1967                 | Groningen    | Mikhail Steinberg                                        |                 |                        |
| 1967/1968                 | Groningen    | Anatoli Kàrpov                                           |                 |                        |
| 1968/1969                 | Groningen    | Karl-Heinz Siegfried Maeder Zoltán Ribli Rafael Vaganian |                 |                        |
| 1969/1970                 | Groningen    | András Adorján                                           |                 |                        |
| 1970/1971                 | Groningen    | Zoltán Ribli                                             |                 |                        |
| Campionat d'Europa júnior |              |                                                          |                 |                        |
| 1971/1972                 | Groningen    | Gyula Sax                                                |                 |                        |
| 1972/1973                 | Groningen    | Oleg Romànixin                                           |                 |                        |
| 1973/1974                 | Groningen    | Sergei Makarichev                                        |                 |                        |
| 1974/1975                 | Groningen    | John Nunn                                                |                 |                        |
| 1975/1976                 | Groningen    | Alexander Kochyev                                        |                 |                        |
| 1976/1977                 | Groningen    | Ľubomír Ftáčnik                                          |                 |                        |
| 1977/1978                 | Groningen    | Shaun Taulbut                                            | Novi Sad        | Bozena Sikora Rita Kas |
| 1978/1979                 | Groningen    | John van der Wiel                                        | Kikinda         | Nana Ioseliani         |
| 1979/1980                 | Groningen    | Aleksandr Txernín                                        | Kula            | Nana Ioseliani         |
| 1980/1981                 | Groningen    | Ralf Åkesson                                             | Senta           | Agnieszka Brustman     |
| 1981/1982                 | Groningen    | Curt Hansen                                              | Panonia         | Elena Stupina          |
| 1982/1983                 | Groningen    | Jaan Ehlvest                                             |                 |                        |
| 1983/1984                 | Groningen    | Valeri Sàlov                                             |                 |                        |
| 1984/1985                 | Groningen    | Ferdinand Hellers                                        | Katowice        | Ildikó Mádl            |
| 1985/1986                 | Groningen    | Aleksandr Khalifman                                      |                 |                        |
| 1986/1987                 | Groningen    | Vassil Ivantxuk                                          | Băile Herculane | Ildikó Mádl            |
| 1987/1988                 | Arnhem       | Borís Guélfand                                           |                 |                        |
| 1988/1989                 | Arnhem       | Aleksei Dréiev Borís Guélfand                            | no disputat     |                        |
| 1989/1990                 | Arnhem       | Grigory Serper                                           | Dębica          | Svetlana Matveeva      |
| 1990/1991                 | Arnhem       | Rune Djurhuus                                            |                 |                        |
| 1991/1992                 | Aalborg      | Aleksandr Dèltxev                                        |                 |                        |
| 1992                      | Sas van Gent | Aleksei Aleksàndrov                                      | Hradec Králové  | Nino Khurtsidze        |
| 1993                      | Vejen        | Vladislav Borovikov                                      | Svitavy         | Ilaha Kadimova         |
| 1994                      | no disputat  |                                                          | Svitavy         | Silvia Aleksieva       |
| 1995                      | Holon        | Yury Shulman                                             | Zanka           | Marija Velcheva        |
| 1996                      | Siofok       | Andrey Shariyazdanov                                     | Tapolca         | Maia Lomineishvili     |
| 1997                      | Tallinn      | Dimitri Tyomkin                                          | Tallinn         | Sofiko Tkeshelashvili  |
| 1998                      | Erevan       | Levon Aronian                                            | Erevan          | Sofiko Tkeshelashvili  |
| 1999                      | Niforeika    | Dennis de Vreught                                        | Niforeika       | Regina Pokorna         |
| 2000                      | Avilés       | Adam Horvath                                             | Avilés          | Jovanka Houska         |
| 2001                      | Rion         | Zviad Izoria                                             | Rion            | Iweta Radziewicz       |
| 2002                      | Bakú         | Zviad Izoria                                             | Bakú            | Zeinab Mamedyarova     |